# Clair Obscur (Cold-Wave-Band)
Clair Obscur ist eine französische Cold-Wave- und Avantgarde-Formation. Sie wurde 1981 von Thierry Damerval (Bass, Keyboard, Gesang) Nicholas Demarthe (Gitarre, Keyboard) sowie dessen Bruder Christophe Demarthe (Gesang) in Paris gegründet. 1989 verließ Thierry Damerval die Band, um sich wissenschaftlichen Themen wie Ethik und Genetik zu widmen. Die Brüder Christophe und Nicholas Demarthe sind seitdem die einzigen festen Mitglieder von Clair Obscur.
Der Name „Clair Obscur“ entstammt der Maltechnik Clair-Obscur aus der Zeit der Renaissance, die unter anderem von Rembrandt van Rijn angewendet wurde. Daran angelehnt bezieht sich die Band konzeptionell auf ein „musikstilistisches Pendeln zwischen Licht und Schatten“.
Nach ersten Gehversuchen im Cold-Wave-Umfeld wandelten sich Clair Obscur zu einer Performance-Gruppe und konnten sich überregional mit der Präsenz auf der Compilation From Torture To Conscience (veröffentlicht auf New Europa Recordings, dem Label von Death in June) einen Namen machen. 1986 gestalteten sie unter Mitwirkung eines echten Moderatoren einen ihrer Auftritte als Game-Show. Für das Album In Out arbeiteten Clair Obscur 1987 mit einem Kammer-Ensemble zusammen, das sie einige Zeit zuvor auch live begleitete.
Clair Obscur gelten als Urheber der Bezeichnung „Cold Wave“. Sie sind beharrliche Kontrahenten der Gothic-Musik und lehnen es vehement ab als Gothic-Band rubriziert zu werden.

## Diskografie
- 1982 – La Cassette Noire (K7)
- 1983 – Santa Maria / Toundra (7")
- 1984 – Dansez (12")
- 1985 – Untitled (K7)
- 1986 – Smurf in the Gulag (12")
- 1986 – The Pilgrim’s Progress – Live in Paris (LP)
- 1987 – In Out (LP)
- 1988 – Blume (7")
- 1988 – Play (LP)
- 1992 – Sans Titre, 1992 (CD)
- 1993 – In Out – Reissue (CD)
- 1994 – Play – Reissue (CD)
- 1994 – Rock (CD)
- 1994 – Fugue FM (Promo-CD)
- 1995 – A Collection of Isolated Tracks 1982–1988 (CD)
- 1996 – Antigone (CD)
- 1997 – Sans Titre, 1992 − Reissue (CD)
- 2004 – Play – Reissue (CD)
- 2007 – C.O.I.T. – A Collection of Isolated Tracks 1981–1988 (2×LP, Ltd.)
- 2007 – C.O.I.T. – A Collection of Isolated Tracks 1981–1988 (2×LP + 7" + Box, Ltd.)
- 2009 – We Gave a Party for the Gods and Gods All Came (CD)